# معهد جان جاك روسو

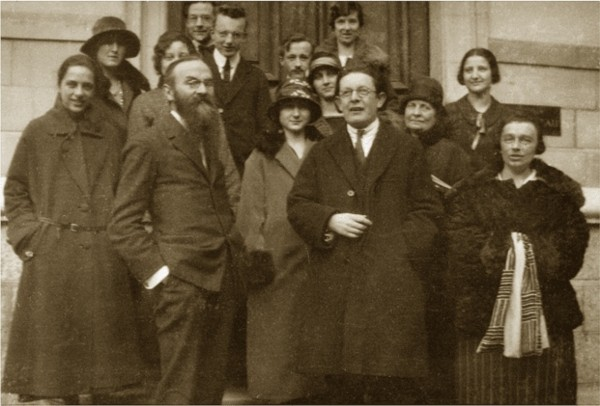
صورة (1878-1965) الصف الأول (بلحية كبيرة) وجان بياجيه (1896-1980) الصف الأول (على اليمين ، مع نظارات) أمام معهد روسو، جنيف، 1925.

معهد جان جاك روسو ويعرف اختصاراً ب(معهد روسو) و(بالفرنسية: Académie De Genève or Institut JeanJacques Rousseau) و(بالإنجليزية: Jean-Jacques Rousseau Institute or Academy of Geneva) , وهو بمثابة مدرسة خاصة في جنيف في سويسرا. أسسه إدوارد كلابيردي Édouard Claparède ليطور نظريات التربية والتعليم إلى علم في حد ذاته، وأطلق عليه اسم معهد جان جاك روسو لما لروسو من تأثير كبير على فكره، خاصةً نظريات روسو حول جعل الطفل محور الاهتمام في العملية التعليمية التي أصبحت الآن مفهوماً لا غنى عنه في التربية الحديثة، وتُعرف مفاهيم روسو في تربية الطفل بالتربية الطبيعية. عُين مؤسس المعهد بيير بوفيه ‏ Pierre Bovet مديراً للمعهد وخلفه جان بياجيه Jean Piaget .